# Dorfkirche Bützer

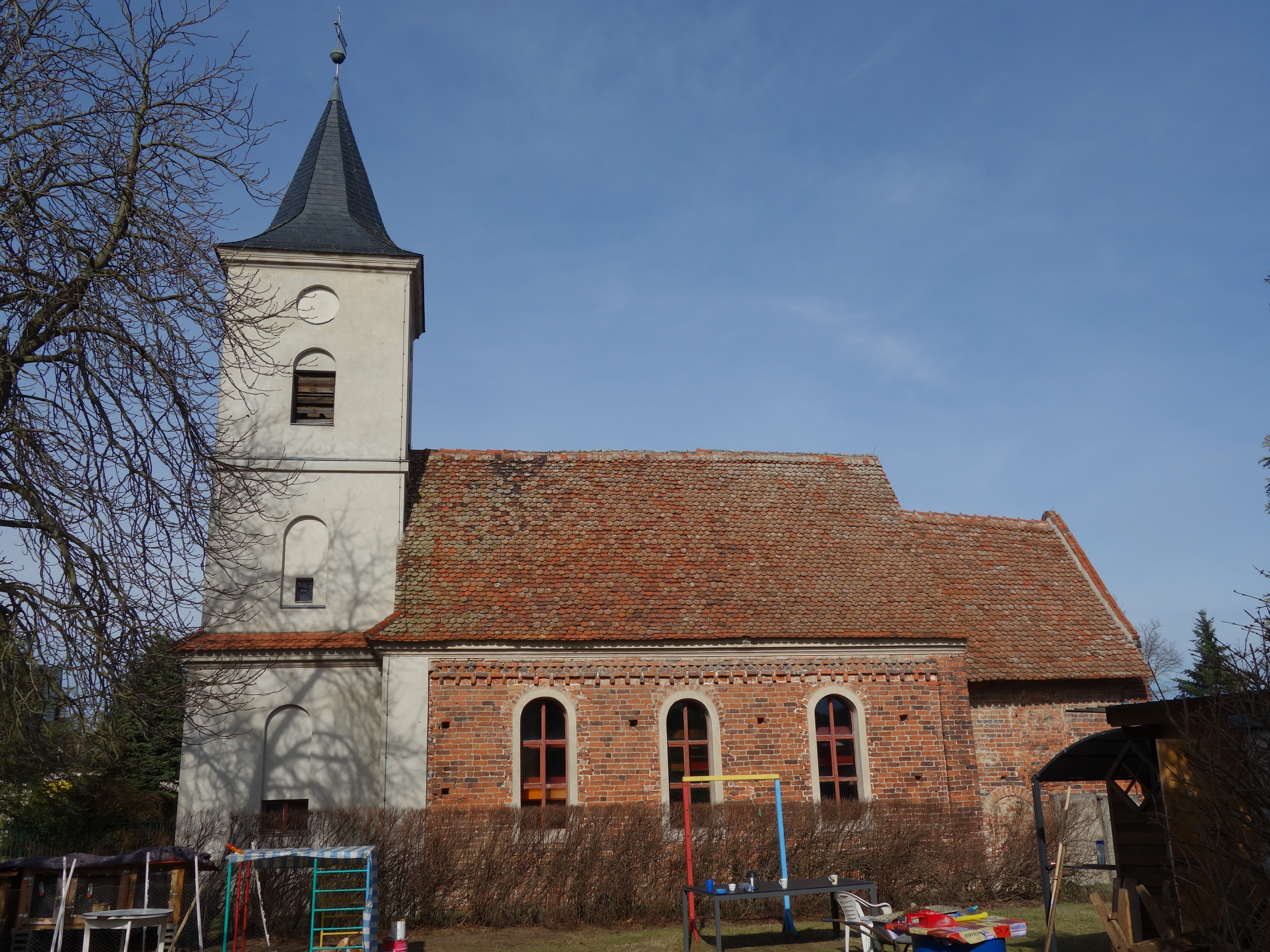
Dorfkirche Bützer

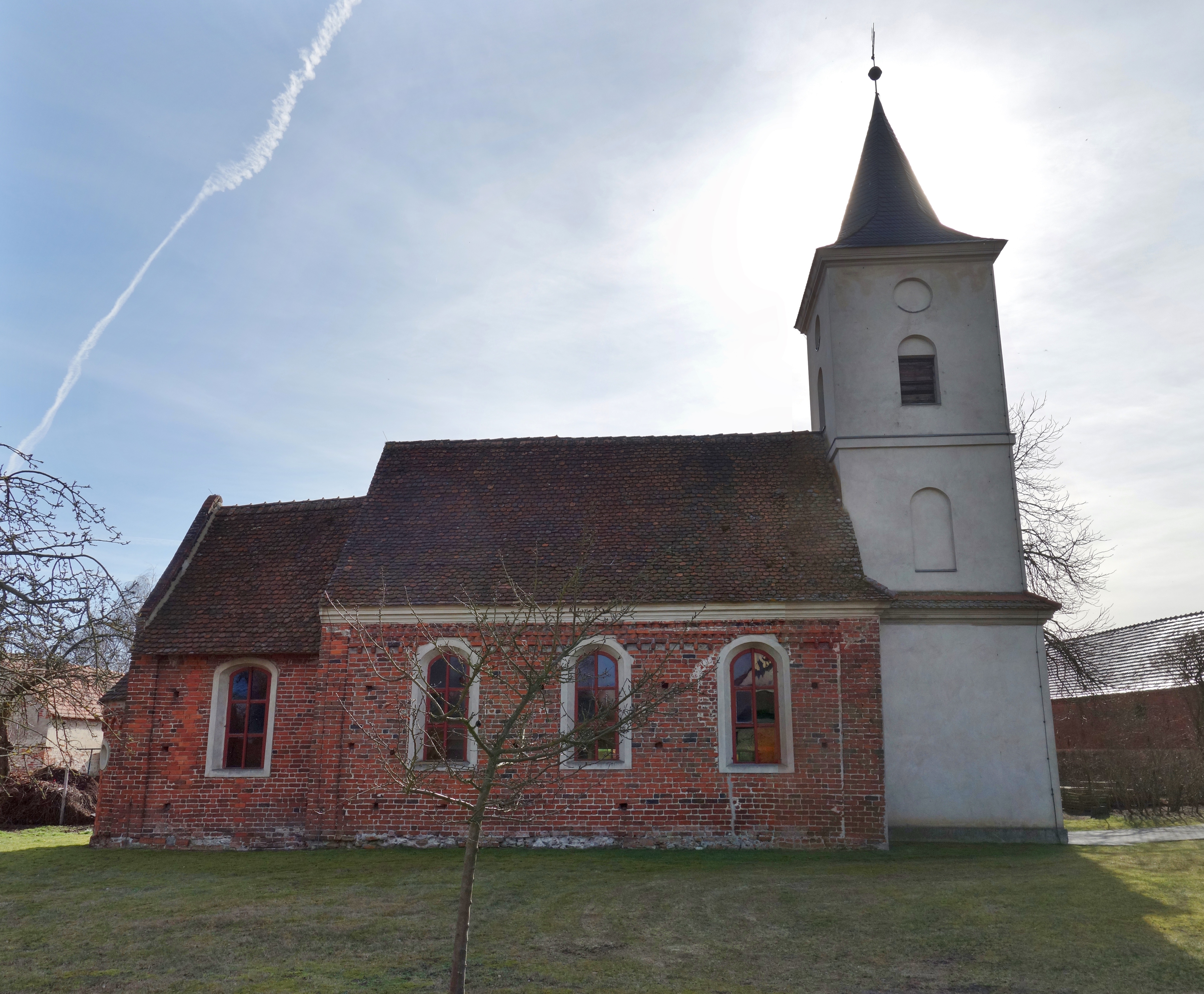
Ansicht von Norden

Die evangelische Dorfkirche Bützer ist eine spätromanische Backsteinkirche im Ortsteil Bützer von Milower Land im Landkreis Havelland in Brandenburg. Sie gehört zur Kirchengemeinde Milow im Kirchenkreis Nauen-Rathenow der Evangelischen Kirche Berlin-Brandenburg-schlesische Oberlausitz.

## Geschichte und Architektur
Die Dorfkirche Bützer ist ein um 1250 errichteter kleiner spätromanischer Backsteinsaal unter dem Einfluss des Klosters Jerichow mit quadratischem Chor und niedriger halbkreisförmiger Apsis. Die Apsis ist mit einer Rundbogenöffnung zwischen zwei Kreisfenstern ausgestattet. Die sparsame Außengliederung zeigt an der Apsis und ursprünglich auch am Chor Spitzbogenfries und Deutsches Band, am Schiff ein Deutsches Band über einem Konsolfries. Weiter sind Ecklisenen und an der Nordwand Reste eines vermauerten romanischen Fensters vorhanden. Auf der Südseite gab es ehemals ein Chor- und wohl auch ein Langhausportal, das nur noch an einer Ausflickung erkennbar ist. Rillen- und Näpfchenschürfungen sind links und rechts davon zu finden. Der quadratische Westturm mit Spitzhaube wurde 1841 neu errichtet. Hinweise auf einen bauzeitlichen Westturm sind nicht vorhanden. Wegen des Turmanbaus ist unsicher, ob die Kirche einst ein Westportal besessen hat.
Das Schiff ist flachgedeckt, im Chor findet sich ein Kreuzgratgewölbe, das wohl aus der Bauzeit stammt. Ein Riss im Chorraum, der sich vom Fundament bis zum Dach zog, gefährdete die gesamte Statik und den Erhalt des Bauwerks. Dank großzügiger Spenden und einer Förderung durch das Land konnte der drohende Einsturz 2009 verhindert werden. In die Apsis wurden Stahlanker eingezogen, die das ausweichende Mauerwerk stabilisieren. Risse in den Wänden wurden geschlossen und der aus dem Lot geratene Dachstuhl gerichtet. Die Hufeisenempore auf toskanischen Säulen stammt aus der Zeit um 1700; gleichzeitig wurden auch die Schiffsfenster erweitert.

## Ausstattung
In Chor und Apsis sind ikonographisch interessante, figürliche und ornamentale Wandmalereien erhalten, die jedoch 1910 unsachgemäß restauriert wurden. Gleichfalls im Jahr 1910 erhielt das Bauwerk eine ornamentale Raumfassung. In der Apsis sind Christus, weibliche Heilige und Engel dargestellt, im Chorgewölbe vier Engel, im südlichen Schildbogen die Heilige Familie und Michael als Seelenwäger mit Ecclesia (?), im nördlichen ursprünglich Geburt und Heimsuchung (?). Die Wandmalereien wurden 2010 genauer untersucht und stammen vermutlich aus dem 14. oder 15. Jahrhundert.
Die Orgel ist ein Werk von Friedrich Wilhelm Wäldner aus dem Jahr 1841 mit acht Registern auf einem Manual und Pedal. Die Stahlglocke im Turm wurde 1923 gegossen.